# 拉傑尤夫縣

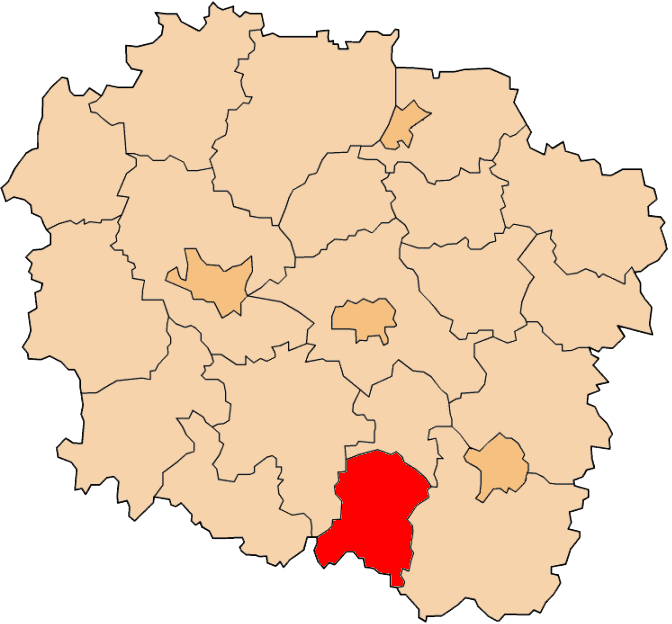

52°38′N 18°31′E / 52.633°N 18.517°E
拉傑尤夫縣（波蘭語：Powiat radziejowski），是波蘭的縣份，位於該國中北部，由庫亞維-波美拉尼亞省負責管轄，首府設於拉傑尤夫，面積607平方公里，2006年人口42,289，人口密度每平方公里70人。